# Cecropia herthae
Cecropia herthae là loài thực vật có hoa trong họ Tầm ma. Loài này được Diels mô tả khoa học đầu tiên năm 1941.